# Guerres de religió a França
Les Guerres de religió a França van ser una sèrie d'enfrontaments civils que van tenir lloc al Regne de França durant un període i un territori molt ampli. Les primeres persecucions contra aquells que s'adhereixen a les noves idees a partir de la dècada del 1520, però tradicionalment fan referència als anys 1560 a 1598, on es varen produir fins a vuit guerres de religió, amb alternança de períodes de violència i de pau. Això no obstant, cal tenir present que entre el 1610 i el 1620 aquestes guerres es varen reprendre a França coincidint amb l'assassinat polític del rei Enric IV de França a mans d'un catòlic exaltat.
El detonant de les guerres de religió van ser les disputes religioses entre catòlics i protestants calvinistes, coneguts com a hugonots, alimentades per les disputes entre les diferents famílies de la noblesa que abanderaren aquestes faccions religioses, en especial els Borbons i els Guisa.
A més, la guerra civil francesa va tenir dimensions internacionals, ja que implicaren en la lluita la potència protestant del moment, l'Anglaterra d'Elisabet I, amb la màxima defensora del catolicisme i major potència de l'època, l'Imperi Espanyol de Felip II. Degut a això, el conflicte influí de manera determinant en l'èxit de la rebel·lió de les Províncies Unides contra el domini castellà i en l'expansió de les confessions protestants al Sacre Imperi Romanogermànic, regit per l'oncle de Felip II, l'emperador Ferran I.
El conflicte finalitzà amb l'extinció de la dinastia Valois-Angulema i la pujada al tron d'Enric IV de Borbó, el qual, després de la seva conversió al catolicisme, promulgà l'Edicte de Nantes el 1598, que garantia una certa tolerància religiosa vers els protestants. Malgrat això, els conflictes entre la corona i els hugonots es revifaren periòdicament, fins que el net d'Enric IV, Lluís XIV, revocà tal tolerància mitjançant l'Edicte de Fontainebleau el 1685, que proscrivia tota religió de França llevat de la catòlica, la qual cosa provocà l'exili de més de 200.000 hugonots.

## Causes del conflicte

### La discòrdia religiosa
Des de finals del segle xiv, i especialment amb el Renaixement, s'havia anat formant un corrent reformista que qüestionava els tradicionals privilegis de l'Església Catòlica, així com l'autoritat de l'Església de Roma, la seva relació amb el poder secular, i la riquesa, la influència política i els privilegis acumulats pel clergat.
Les discòrdies començaren entre 1540 i 1550 a causa de destruccions iconoclastes realitzades per protestants d'objectes del ritual romà que els catòlics consideraven sagrats: relíquies, custòdies i estàtues de sants. A finals del regnat d'Enric II, el conflicte es polititzà i, en morir el rei el 1559, els partits religiosos s'organitzaren per preparar les seves estructures militars.

### L'afebliment del poder reial
A les darreries del segle XV i inicis del xvi, la monarquia francesa havia ampliat extraordinàriament les bases del seu poder territorial, financer, econòmic i militar i havia establit un govern fins a cert punt centralitzat. L'equilibri entre la noblesa i la monarquia es va mantenir durant els regnats de Francesc I i d'Enric II, els quals es recolzaren en la noblesa per a poder governar, cercant el seu consell i auxili, però sense deixar-se dominar ni tolerar cap mena d'oposició al seu poder.
Una nova alta noblesa havia prosperat a l'esguard de la monarquia, després de la desaparició dels grans ducats de Borgonya i Bretanya. Les famílies nobiliàries més importants del moment van ser els Guisa, els Borbons i els Montmorency, els quals s'enfrontarien entre si durant les guerres de religió. Aquestes tres grans famílies exercien el control del govern central, mitjançant el favor del Rei, i el govern local, mitjançant una xarxa clientelar. Aquest equilibri es trencà amb la mort d'Enric II el 1559. Com que els reis Francesc II i Carles IX eren massa incapaços o massa joves per regnar, la competència de la noblesa pel favor reial es convertí en una lluita per controlar el poder reial.
Per un altre costat, els intents de la reina mare Caterina de Mèdici i del seu canceller, Michel de L'Hospital, per crear una veritable administració professional pròpia de la Corona, integrada per membres de la burgesia i la baixa noblesa, provocaren el descontentament de l'alta noblesa, davant el que entenia com una marginació de la seva funció assessora tradicional. L'intent de capejar la situació i de mantenir la continuïtat de l'Estat mitjançant la tolerància religiosa només provocà que ambdues faccions se sentissin agreujades amb l'actuació de la corona. Amb tot això es combinà la desunió religiosa en un moviment que faria trontollar la monarquia i sumiria el país en un llarg període de lluites intestines.
El resultat immediat va ser el trencament de l'equilibri del poder polític, perquè la casa de Montmorency, oposada d'inici a la política real, es trobà fermament unida entre si i amb altres grups per la religió, la qual cosa va fer possible la formació de veritables partits polítics, tan poderosos que arribaren a assolir el poder. L'explicació de per què aquestes guerres s'estengueren duran 36 anys resideix precisament en la transformació de les confessions en partits: el Partit Hugonot i la Lliga Catòlica. El primer apareix com a politització de l'Església Reformada, i en defensa de la seva fe escollida davant els intents catòlics d'aturar la seva expansió, i la segona com a reacció als èxits i els excessos dels hugonots, ja en plena lluita pel poder entre la casa de Borbó i la casa de Guisa-Lorena.
Durant les Guerres de Religió, la monarquia, l'existència de la qual mai no s'arribà a qüestionar, va perdre el control de la situació i es veié incapaç de reprimir o de posar final a la lluita de partits, i foren en va els esforços realitzats pels darrers reis Valois (Carles IX, Enric III i la seva mare Caterina de Mèdici) per tal de preservar el poder reial davant el col·lapse de l'ordre polític.
Finalment, cal destacar l'àmplia participació social, ja que les guerres de religió implicaren tots els extractes socials, des de les elits fins a les masses populars. Tot això mostra una reacció social massiva al progrés de la construcció de l'estat autoritari i unificat, amb els intentant restablir i revitalitzar institucions antigues o projectar-ne altres de noves.
La insubordinació dels francesos prengué com a model el comportament dels prínceps i grans senyors, que prengueren les armes sense permís del monarca. El feudalisme que encara es vivia a França quedà de manifest amb la progressiva autonomia dels senyors i dels seus partidaris. La convocatòria dels Estats Generals, que es portà a terme fins a tres vegades durant les Guerres de Religió, dona testimoni patent de l'afebliment de l'autoritat reial. Els reis necessitaven l'ajut dels seus súbdits per a poder adoptar decisions que es respectessin; arribà a qüestionar-se fins i tot el poder reial, per aquells que també desitjaven que el rei es doblegués a la voluntat d'aquests òrgans consultius.

### Principals protagonistes
Els Valois-Angulema: La casa reial que governava llavors França era una branca menor de la dinastia Valois, a l'hora una branca menor dels Capet. Estava formada per la reina mare Caterina de Mèdici, vídua d'Enric II, els seus fills i filles (Francesc, Carles,  Enric, Enric Hèrcules, Isabel, Clàudia i Margarida)
 Els Montmorency: una de les famílies més antigues i poderoses de França. La seva riquesa derivava del gran ascens polític del conestable Anne de Montmorency durant el regnat de Francesc I. En aquesta família brillen els dos fills del conestable, Francesc de Montmorency i Enric de Damville, així com els seus cosins, els tres germans Chatillon (Gaspard de Coligny, Francesc d'Andelot i Odet, cardenal de Châtillon). Encara que dividits entre catòlics i protestants, els Montmorency-Chatillon s'uniren de tant en tant per contrarestar la creixent influència dels seus rivals, els Guisa. Sense reduir les guerres religioses a una disputa privada entre dues famílies, la seva pugna pel poder va fer que en bona part la primera fase de les Guerres de Religió van ser una guerra privada entre ambdues famílies.
Els Montmorency van ser els grans perdedors del conflicte, car gairebé tots els seus membres van morir en combat, van ser assassinats, empresonats o exiliats. Van ressorgir al costat d'Enric IV de Borbó, amb Enric de Montmorency-Damville.
 Els Guisa : eren els líders del partit catòlic. Cosins del duc de Lorena, assoliren el seu ascens polític gràcies a Claudie de Lorena i el seu fill Francesc, els dos primers ducs de Guisa. Gràcies al matrimoni de Maria Stuart (neta de Claudi i neboda de Francesc) amb l'hereu del tron (el futur Francesc II), els Lorena reforçaren els lligams entre la seva casa i la dinastia Valois. A la família també destacaren Carles, cardenal de Lorena, Enric, I duc de Guisa i Carles de Lorena. Si l'hostilitat manifestada pel Guisa en contra de la política de tolerància religiosa de Caterina de Mèdici, de vegades els portà a quedar deixats de banda, dutant el regnat de Carles IX, la intransigència catòlica els permeté cultivar una gran popularitat entre la gent. Lloatss com a campions de la fe, tornaren triomfalment al capdavant de l'escena gràcies a la Lliga. El rei Enric III tractà d'alliberar-se de les ingerències dels Guisa assassinant-los, però només aconseguí guanyar-se el menyspreu universal dels catòlics. El 1588 la Lliga prengué París i expulsà el rei, que es lliurà als protestants i que finalment va ser assassinat per un catòlic fanàtic. Malgrat la seva derrota i la seva submissió final al Enric IV, gaudien de prou poder perquè el rei preferís pactar amb ells a destruir-los.
: Els Borbó, descendents en línia directa de sant Lluís, eren prínceps de sang. Els membres d'aquesta casa, per tant, tenen prioritat sobre tots els altres gentilhomes del regne, i se seien prop del rei a les cerimònies. Tot i la indecisió i el gir polític i religiós del cap de la família Antoni de Borbó, els Borbons es destacaren com a líders del partit protestant durant les guerres de religió amb el germà menor d'Antoni, Luis de Condé, i el fill d'aquest, Enric de Condé. Però va ser el fill d'Antoni de Borbó i Jeanne d'Albret, Enric de Navarra, qui es va imposar gradualment al capdavant dels hugonots tot i una conversió forçada i temporal al catolicisme després de la Massacre del dia de Sant Bartomeu.

### La implicació dels països veïns
Les guerres de religió a França són també la conseqüència de la intervenció de països veïns que tractaven d'afeblir-la. En perdre França la batalla de Sant Quintí el 1557 i en signar la Pau de Cateau-Cambrésis, va veure perdre la seva hegemonia en benefici d'Espanya, vencedor de la batalla. Tot i això, i malgrat el seu declivi durant la segona meitat del segle xvi, França continuà sent una gran potència europea. La reina d'Anglaterra, Elisabet I va intervenir en suport dels protestants; i el rei de Castella, Felip II donà suport al casal de Guisa, catòlics intransigents. Durant les guerres de religió, doncs, França va quedar dividida en dos faccions que comptaven amb suport financer i militar estranger. Durant la dècada del 1580, Castella i Anglaterra s'enfrontarien, amb França com a escenari.
Però també existiren reivindicacions territorials: Anglaterra volia recuperar Calais, perduda el 1558, i Castella volia recuperar la part septentrional de Navarra. Pel seu costat, Saboia, aliada a Castella, volia recuperar les ciutats italianes ocupades per França després de les guerres d'Itàlia.
Les guerres de religió a França depenen molt del context europeu. Això és especialment significatiu en el cas dels Països Baixos espanyols, on els aldarulls politics i religiosos s'accentuaren a partir de 1566. La guerra a Flandes repercutí automàticament als conflictes francesos, i viceversa.
També el rei de França va recórrer a exèrcits estrangers per a restablir la seva autoritat. Va recórrer a contingents suïssos i italians, enviats pel Papa. Ambdós bàndols van recórrer als reiters i als lansquenets alemanys. Els castellans, a més, van emprar tropes flamenques.

## Els orígens del conflicte

### Prolegòmens

Territoris controlats per la noblesa hugonot i catòlica, i els territoris en disputa durant les guerres de religió (1562-1598)

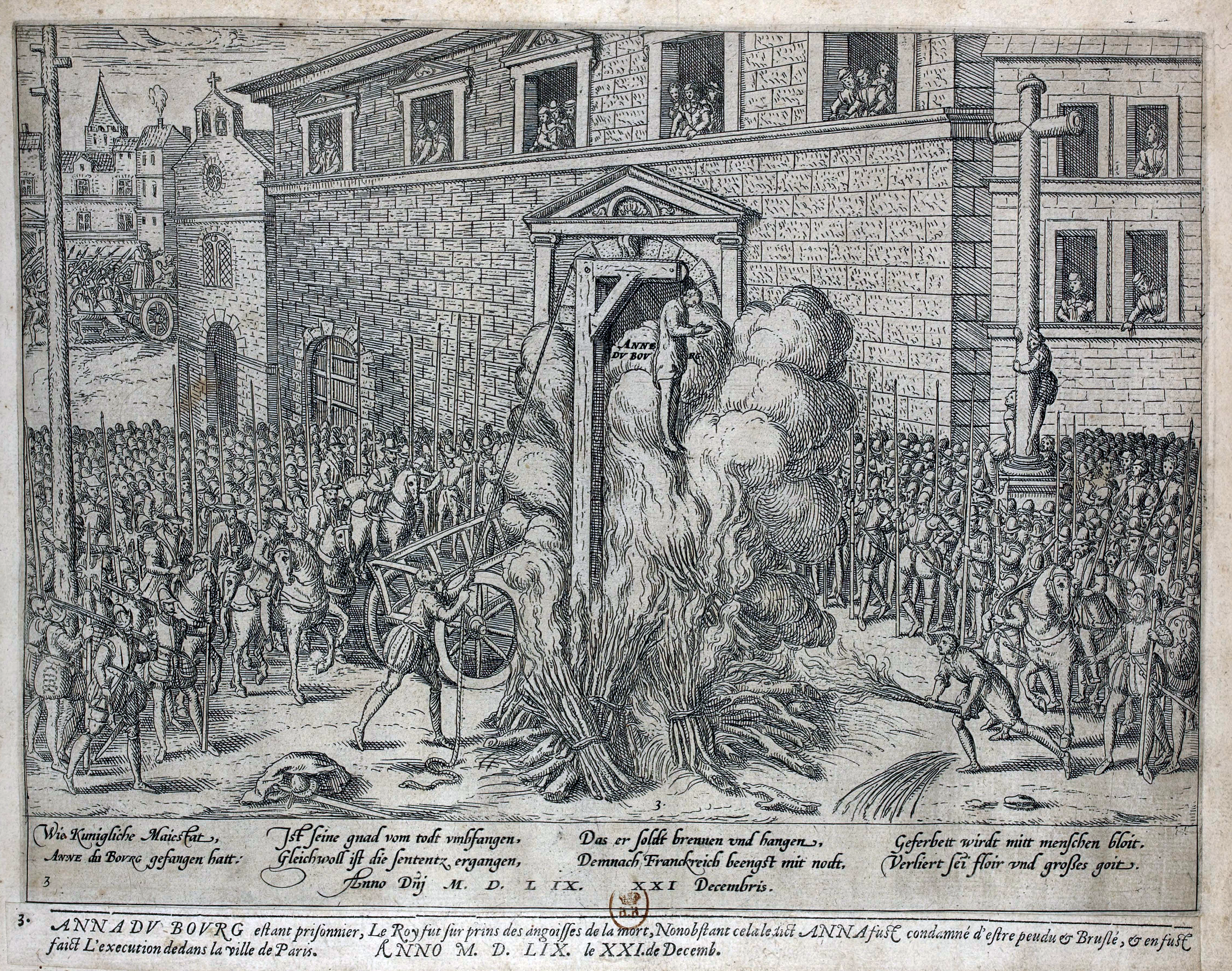
L'execució del magistrat Anne du Bourg, qui havia criticat amb duresa a Enric II per la seva repressió religiosa

Els primers problemes religiosos van aparèixer sota el regnat de Francesc I (1515-1547). Motius purament religiosos apart, el rei de França creia que la doctrina religiosa protestant era nefasta per a la seva autoritat. S'oposà categòricament a aquests quan es produïren les primeres agressions iconoclastes a imatges i relíquies religioses. A partir de l'assumpte dels pasquins, que consistí en el fet que els protestants van posar pasquins propagandístics per tot el país, arribant fins i tot al dormitori del rei, el 18 d'octubre de 1534 començà la persecució dels protestants, publicant-se els primers edictes condemnatoris.
Va ser durant el regnat del seu fill, Enric II (1547-1559), quan les tensions religioses van augmentar perillosament. Encara més intolerant que el seu pare, Enric II assetjà sense treva els heretges. Multiplicà els edictes i creà els tribunals coneguts com a "cambres ardents", per a condemnar-los a la foguera. Malgrat aquesta persecució, el seu regnat veié el major augment del protestantisme. Sota la direcció de líders intel·ligents, com Joan Calví, el protestantisme va anar guanyant adeptes. Els entorns urbans (artesans i burgesos) i la noblesa van ser el terreny més propici pel seu creixement. El seu dinamisme i el seu èxit van provocar un odi ferotge entre els catòlics més fervents. Ambdues confessions es consideraven en possessió de la veritat absoluta sobre la fe. El país estava al llindar d'una crisi religiosa, i només la forta autoritat del rei va fer que França es mantingués unida en les seves guerres contra Castella. La tràgica mort d'Enric II, com a conseqüència d'un accident en un torneig el 1559, obrí un període d'incertesa.

### El regnat de Francesc II (1559-1560)

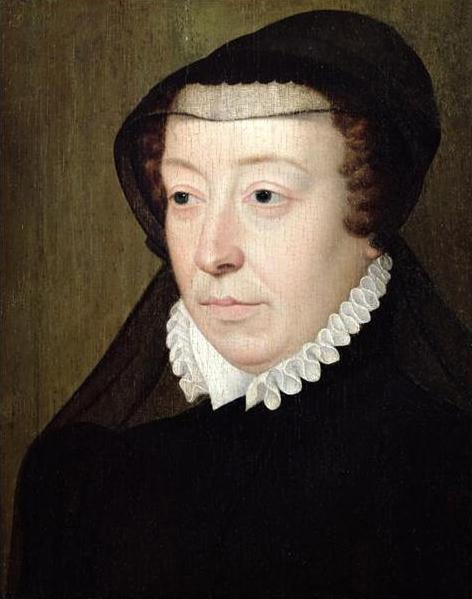
Caterina de Mèdici.

El primogènit d'Enric II de França i Caterina de Mèdici succeí el seu pare als 16 anys. Tot i que ja era major d'edat i podia regnar, abandonà el govern en mans dels oncles de la seva muller, Maria Stuart, els germans Guisa, abanderats del catolicisme. Els Guisa ocuparen les millors estances del palau del Louvre, tenint així l'accés i el control de la persona del Rei. Amb la hisenda arruïnada per les successives derrotes davant els exèrcits castellans i amb la mateixa corona trontollant, la reina vídua Caterina decidí recolzar-se en els Guisa, qui ràpidament coparen tots els llocs clau. El duc Francesc va obtenir el control dels exèrcits, i el seu germà, el cardenal Carles de Lorena, disposà de les finances i dels afers de l'Església. Amb l'objectiu de sanejar la Hisenda reial, la despesa pública va ser dràsticament retallada, la qual cosa generà nombroses protestes, que van ser durament reprimides.
Trencat el delicat equilibri existent, les rivalitats entre l'alta noblesa s'accentuaren, però si bé temporalment els Montmorency van ser apaivagats en ser-los garantits els seus càrrecs i privilegis.
Pel seu costat, la Casa de Borbó, volia recuperar la seva preponderància, perduda després del trencament entre Francesc I i el Condestable de Borbó el 1523. En la seva condició de prínceps de sang reial, els Borbons haurien d'haver ocupat la presidència del Consell Reial, però el cardenal de Lorena el va ocupar. Antoni de Borbó, rei de Navarra, va ser neutralitzat en ser enviat a Castella per acompanyar Isabel de Valois fins a la residència del seu espòs, Felip II, després de les seves noces per poders a París, en les que va estar representat pel Duc d'Alba.
La persecució religiosa iniciada pel cardenal de Lorena, que a més era el Gran inquisidor de França, agreujà el problema religiós, i malgrat els intents de mediació de la reina Caterina, els calvinistes van buscar la protecció i el lideratge de Lluís de Borbó, príncep de Condé, que en la seva condició de segon estimà que la causa religiosa podria permetre'l ascendir al cim del poder.
El resultat de tot plegat va ser la conspiració d'Amboise el 1560, el primer incident greu de les guerres de religió, que tenia com a objecte apoderar-se de la persona del rei i substraure'l de la influència dels germans Guisa, els quals havien de ser apartats del poder i processats. Malgrat tot, per evitar implicar-se directament en el complot, Condé deixà l'execució del pla en mans d'un noble menor, el senyor de la Renaudie, la incompetència del qual donà com a resultat el descobriment del complot. El rei es traslladà a la fortalesa d'Amboise, els conspiradors van ser capturats i executats.
Aviat quedà clar que l'únic que volia un important sector dels hugonots era eliminar els Guisa, i que quedarien tranquils si aquests eren substituïts per un Consell Reial dirigit pels Borbons. Es van establir conversacions i, al voltant de la reina mare i del canceller Michel de L'Hospital sorgí un "partit polític" a la cort, l'objectiu del qual era assolir una solució pacífica al problema religiós i el restabliment de la supremacia règia. L'assemblea reunida a instàncies de Catalina a Fontainebleau l'agost de 1560 enfortí la posició de la reina mare, però no va ser capaç d'acabar amb la supremacia dels Guisa..

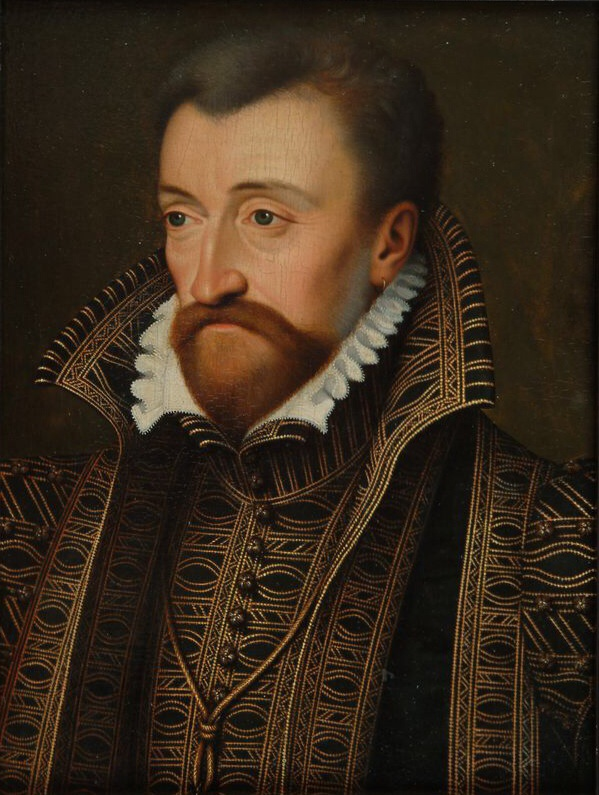
Antoni de Borbó, rei de Navarra.

Davant la impossibilitat d'eliminar els Guisa, els Borbó s'inclinaren vers el calvinisme. En la decisió també va pesar l'objectiu de conquerir Navarra. En mantenir-se dins de l'ortodòxia catòlica, i amb els Guisa al poder, el trencament amb Castella era impossible. Pel seu costat, els Montmorency afavorien els avalots, tot i que no estiguessin aliats amb els Borbó. Els hugonots es prepararen per a la guerra, atacant ciutats importants del sud i del sud-est francès. La guerra civil semblava imminent quan la reina mare convocà a Condé i a Antoni de Borbó a Orleans, perquè responguessin de la seva lleva militar il·legal. Atemorit, el rei de Navarra obeí, de manera que Condé va ser detingut, jutjat i condemnat a mort pels Guisa.
La situació semblava estar en un punt mort quan Francesc II, després de 16 mesos de regnat, va caure greument malalt el novembre de 1560, poc abans que es produís la reunió dels Estats Generals a Orleans. Caterina aprofità l'ocasió per reconciliar els seus enemics, perdonant els borbons i oferint-los una posició de privilegi. A canvi, va obtenir la regència del seu fill Carles, i va garantir els Guisa que no serien castigats pels seus excessos. Francesc va morir el 5 de desembre, la seva muller, Maria Stuart tornà a Escòcia, i Caterina es convertí en la reina regent, després d'haver neutralitzat i reconciliat, com a mínim nominalment, les cases de Borbó i Guisa.

### El regnat de Carles IX (1560-1574)

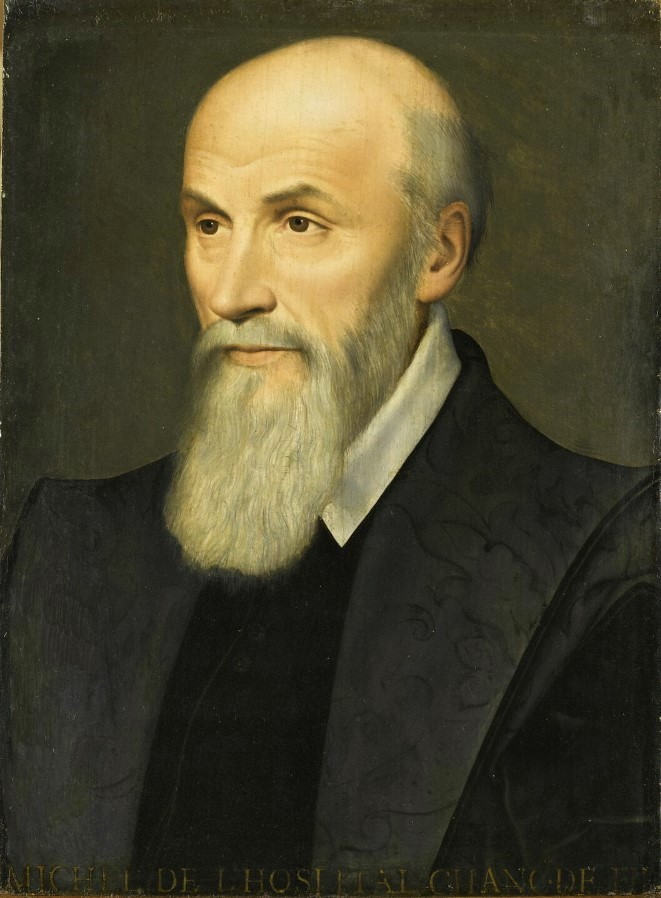
Michel de L'Hospital

Caterina de Mèdici, convertida "de facto" en la governant del regne, s'aplicà a la tasca d'intentar acabar amb les divisions internes, assegurar l'autoritat reial i restaurar el poder de la monarquia francesa. Carles IX només tenia 10 anys, amb la qual cosa la reina disposava d'un mínim de 4 anys per dur a terme els seus plans. En primer lloc, Antoni de Borbó va ser nomenat tinent general del regne, i Condé va ser alliberat. El cardenal de Lorena va ser separat del poder, però Francesc de Guisa va ser confirmat en la comandància de l'exèrcit. Pel seu costat, els Montmorency decidiren que podrien prosperar en el nou regnat. Així, la casa reial i les principals famílies de la noblesa van aconseguir presentar un front unit als Estats Generals convocats el desembre de 1560. Allà hi havia dos punts de vista oposats: els qui volien extirpar l'heretgia per la força per un costat, i aquells que creien que la repressió arruïnaria el regne. No es pogué resoldre la desesperant manca d'ingressos de la Hisenda, però sí acabar amb els abusos judicials, eliminar duanes internes i unificar pesos i mesures. A més, s'acordà la reunió dels Estats com a mínim un cop cada cinc anys.
La reina tampoc no aconseguí unir el regne dividit. La política de tolerància dibuixada pel canceller Michel de l'Hospital alterà la situació. Per un costat, els catòlics volien fer la unitat religiosa al voltant del rei en nom del vell adagi «Un rei, una llei, una fe»; de l'altre, un existia un corrent per tal de separar els problemes religiosos dels polítics a fi de mantenir, davant de tot, la cohesió de l'estat; els defensors d'aquest corrent consideraven que en matèria de religió, era necessari definir els punts essencials en què es podia acordar. Protestants i catòlics que s'oposaven els designen amb el terme  mitjà per al primers i polítics per als darrers. L'edicte de Ramoritin de gener de 1560, que pretenia alleugerir la situació als protestants, no entrà en vigència, i la política conciliadora de Caterina només serví per a fer-la semblar feble a ulls dels protestants, que exigien més i més concessions; i per alertar els catòlics, cada cop més hostils amb ella i amb els reformats. Així, els Guisa s'uniren als Montmorency i al mariscal de Saint-André a l'abril de 1561, amb el suport d'Espanya, per preservar la fe catòlica i llançar una croada contra el protestantisme. Llavors els protestants es trobaven en el seu apogeu: la comunitat ja sumava més de dos milions de persones, cada vegada més polititzades, irritades i violentes. Estaven agrupats en 670 esglésies reformades (s'estima que la desena part de la població era hugonota). Els protestants se sentiren amenaçats i començaren a armar-se, a fortificar les viles que controlaven i a prohibir el culte catòlic. El sínode de Sainte-Foy creà una organització militar i nomenà caps militars. La situació empitjorà a ulls dels catòlics quan, després de la reunió dels Estats Generals a Pontoise, es reclamà la llibertat religiosa, la confiscació dels bens eclesiàstics i la instauracions d'altes contribucions per al clergat. L'intent de negociació conegut com a "col·loqui de Poissy" generà encara més divisió i descontentament: dotze ministres protestants, incloent a Théodore de Bèze, exposaren la seva doctrina enfront d'un públic de clergues catòlics; però l'enfrontament va acabar en un fracàs després de la intervenció del general dels jesuïtes Lainez, qui explicà que no es pot parlar de les veritats establertes per l'Església Catòlica amb els excomunicats. El fracàs desembocà en nous avalots a París i al sud de França. Catòlics i protestants s'armaren i la violència es multiplicà per tot el regne. El protestantisme francès deixava de ser exclusivament una Església, esdevenint un partit. El país es trobava al llindar de la crisi religiosa: en funció del clientelisme nobiliari, els nobles escollien el partit protestant al voltant de Condé i els Châtillon, o el catòlic, agrupat al voltant dels intransigents Guisa i Montmorency.

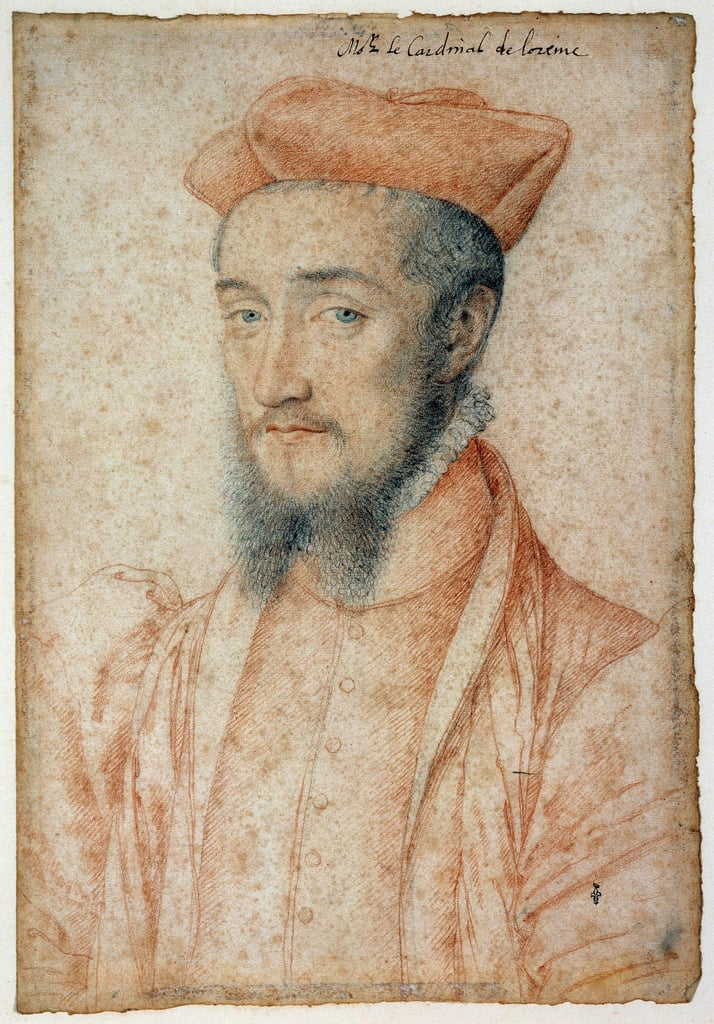
El cardenal de Lorena.

El resultat és que Caterina de Mèdici promulgà l'Edicte de Saint-Germain (17 de gener de 1562), un darrer intent d'assolir una solució pacífica a la discòrdia religiosa. Es permetia als hugonots la pràctica del seu culte fora de les ciutats i a les seves cases particulars. A més, podien reunir-se en sínodes, prèvia autorització reial. Els ministres reformats eren reconeguts i, finalment, els hugonots podien constituir també corporacions religioses. Respecte els nobles, se'ls permetia llibertat de consciència absoluta. Però la tolerància civil instaurada per la reina produí l'efecte contrari al que es pretenia: els protestants rebutjaven una ciutadania de segona classe, els catòlics estaven furiosos, i el Parlament es negà a ratificar-ho. Pressionat, Antoni de Borbó es decidí a abandonar el protestantisme i a unir-se als Guisa i als Montmorency.
El 18 de març, el duc de Guisa i els seus homes van donar mort en obscures circumstàncies a 23 protestants que s'havien reunit en una granja per celebrar el culte. Va ser anomenada la matança de Wassy. En tornar a París el duc va ser rebut com un heroi pel poble, que reclamà una croada contra els hugonots. La reina Caterina realitzà un darrer intent per mantenir la pau, però el duc pressionà la regent en aparèixer amb les seves tropes a Fontainebleau, on es trobava la cort. El jove rei i la seva mare van ser obligats a acompanyar-lo a París amb l'excusa de protegir-los dels protestants, obligant-los així a prendre partit pels catòlics. A Sens un centenar de calvinistes van ser degollats. A París van ser saquejades les cases dels protestants rics. A Tours van tancar 3 dies els protestants sense donar-los menjar, sent portats després a la riba del Loira on van ser assassinats. Pel seu costat, Condé abandonà la capital, unint forces amb Coligny i es posà al capdavant dels protestants, conquerint la ciutat d'Orleans. Els hugonots en armes van proclamar la seva lleialtat al rei, afirmant que només volien deslliurar-se dels Guisa i mantenir l'edicte que els concedia la llibertat de culte. Van degollar alguns catòlics, sobre tot sacerdots. Van saquejar les esglésies i van destruir els altars, els crucifixos, els ornaments, les relíquies, els quadres i les estàtues dels sants que denominaven ídols, la qual cosa llavors semblava quelcom pitjor que un assassinat. Les Guerres de Religió havien començat.

## La guerra
El factor religiós d'aquestes guerres va aportar un element molt característic, diferent de la resta de conflictes: l'element de la violència religiosa. Després de la Pau d'Augsburg de 1555, teòricament a Europa s'havia produït un cert equilibri pel que feia a la conflictivitat religiosa, però a la pràctica, estaven prenent força dues formes contraposades: el bàndol catòlic i monàrquic, format per clergues, jesuïtes i ultracatòlics, i el bàndol protestant i aristocràtic, format pels hugonots francesos.
Ambdós bàndols es varen organitzar militarment, trencant amb l'essència de la Reforma protestant, que afirmava ser un moviment purament religiós i espiritual. Aquesta organització era deguda a la persecució contrareformista, que va provocar una millor organització en les files del calvinisme, però també, gràcies a la propaganda, que instava a la resistència.

### L'ofensiva protestant (1560-1570)
A la primera fase de les guerres el protestantisme va anar guanyant força entre la noblesa i a les ciutats. El creixent nombre d'adeptes desencadenà entre els protestants un impuls entusiasta que els portà a creure en la possibilitat de convertir tot el país. Després de diversos enfrontaments, la Massacre del dia de Sant Bartomeu (1572) tallà dràsticament el desenvolupament del moviment i posà definitivament punt final a les il·lusions dels protestants.

#### La primera guerra de religió (1562-1563)

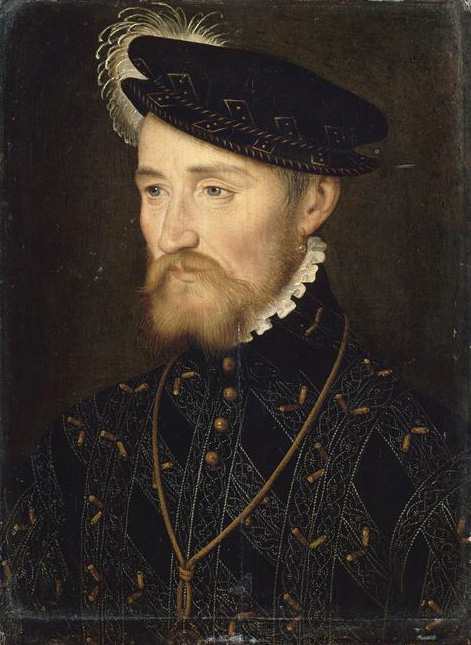
Francesc de Guisa

Tot just començar la guerra, els hugonots van demanar ajut a Ginebra, a Anglaterra i als prínceps protestants del Sacre Imperi, mentre que la reina i els seus nobles van fer el mateix dirigint-se cap a Espanya i els estats italians. Mitjançant el tractat de Hampton Court, Condé aconseguí l'ajut de la reina d'Anglaterra, en tant que Felip II envià les seves tropes a lluitar pels reialistes.
Van haver diversos escenaris en aquesta primera guerra. El més important va ser el que es desenvolupà al voltant del Loira i a Normandia. La segona zona de combat se situà al sud-est, en especial al Llenguadoc, i la tercera zona de combat tingué lloc al sud-oest, on Blai de Montluc reprimí implacablement els protestants, als que derrotà a la batalla de Vergt. Enmig de les terribles crueltats d'ambdós bàndols, després d'un mes, els protestants començaren a conquerir una gran quantitat de ciutats, algunes de rellevant importància, com Lió, Orleans o Rouen, la segona ciutat del país. A cada conquesta, els protestants saquejaven i destruïen les esglésies. Els catòlics van patir pèrdues immenses, però els protestants no aconseguiren conquerir ni Tolosa ni Bordeus, i aviat les forces reialistes van prendre l'ofensiva, iniciant una llarga campanya de setges per tractar de recuperar les ciutats pèrdues. Una a una van ser recuperades Tours, Poitiers, Angers i Bourges. Finalment, al setge de Rouan, Antoni de Borbó va morir, deixant com a hereu el seu jove fill Enric, qui seria educat per Joana de Navarra en el calvinisme.
La batalla de Dreux (19 de desembre de 1562) donà avantatge a l'exèrcit reial. Condé va ser fet presoner, però el bàndol catòlic també patí la mort del Mariscal de Saint-André i la captura del condestable Anne de Montmorency. El duc Francesc de Guisa va morir un parell de mesos després, sent assassinat el febrer de 1563 durant el setge d'Orleans, suposadament a instàncies de Coligny, la qual cosa donaria inici a l'amarg desig de venjança dels Guisa.

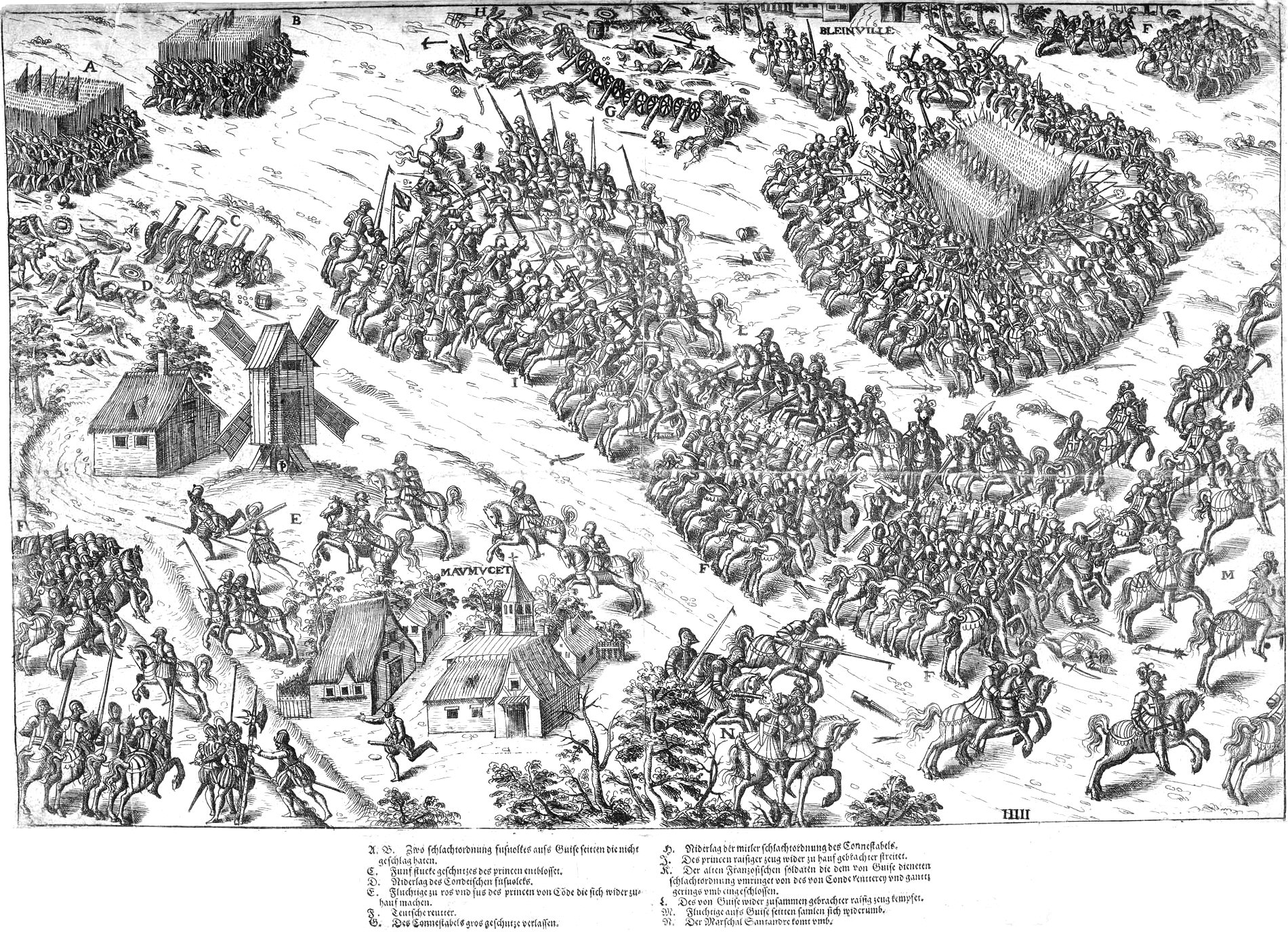
La batalla de Dreux.

Amb Guisa mort i Condé presoner, i ambdós bàndols escapçats, la reina Caterina va poder iniciar converses de pau, que culminaren en l'edicte d'Amboise (19 de març de 1563), pel qual les ciutats de Rouen, Orleans i Lió van tornar a control catòlic. Es garantí la llibertat de consciència als hugonots i s'autoritzà el culte protestant de portes endins pel poble lla, i obertament a les propietats de la noblesa, obrint així un període de tolerància civil. París i la seva rodalia va quedar, no obstant, vetada als protestants.
Aquesta guerra va tenir dures conseqüències: a causa de la violència patida, ciutats com Rouen, Orleans i Lió van passar a ser la seu del catolicisme més intransigent. El final de la guerra portà a molts catòlics a venjar-se dels protestants. Durant 1563 s'establiren molts plets per tractar de condemnar els protestants que havien saquejat les esglésies. Al final, la pau imposada per la reina mare resultà ser molt precària. L'odi dels catòlics vers els protestants augmentà per la terrible destrucció que aquests havien causat a les ciutats. Pel que fa als protestants, van seguir convençuts que se'ls sotmetia a una posició subordinada, i que era necessari reformar França. Tot i la pau, cap dels partits no es desarmà, i les rancúnies i els desigs de venjança es traduïren en nombrosos assassinats. Cada bàndol acusava l'altre de no respectar la pau. Amb objecte de cimentar la mateixa i d'assegurar la lleialtat dels nobles a la Corona, el rei Carles IX va ser declarar major d'edat l'agost de 1563, amb només 13 anys.

#### La Segona Guerra de Religió (1567–1568)

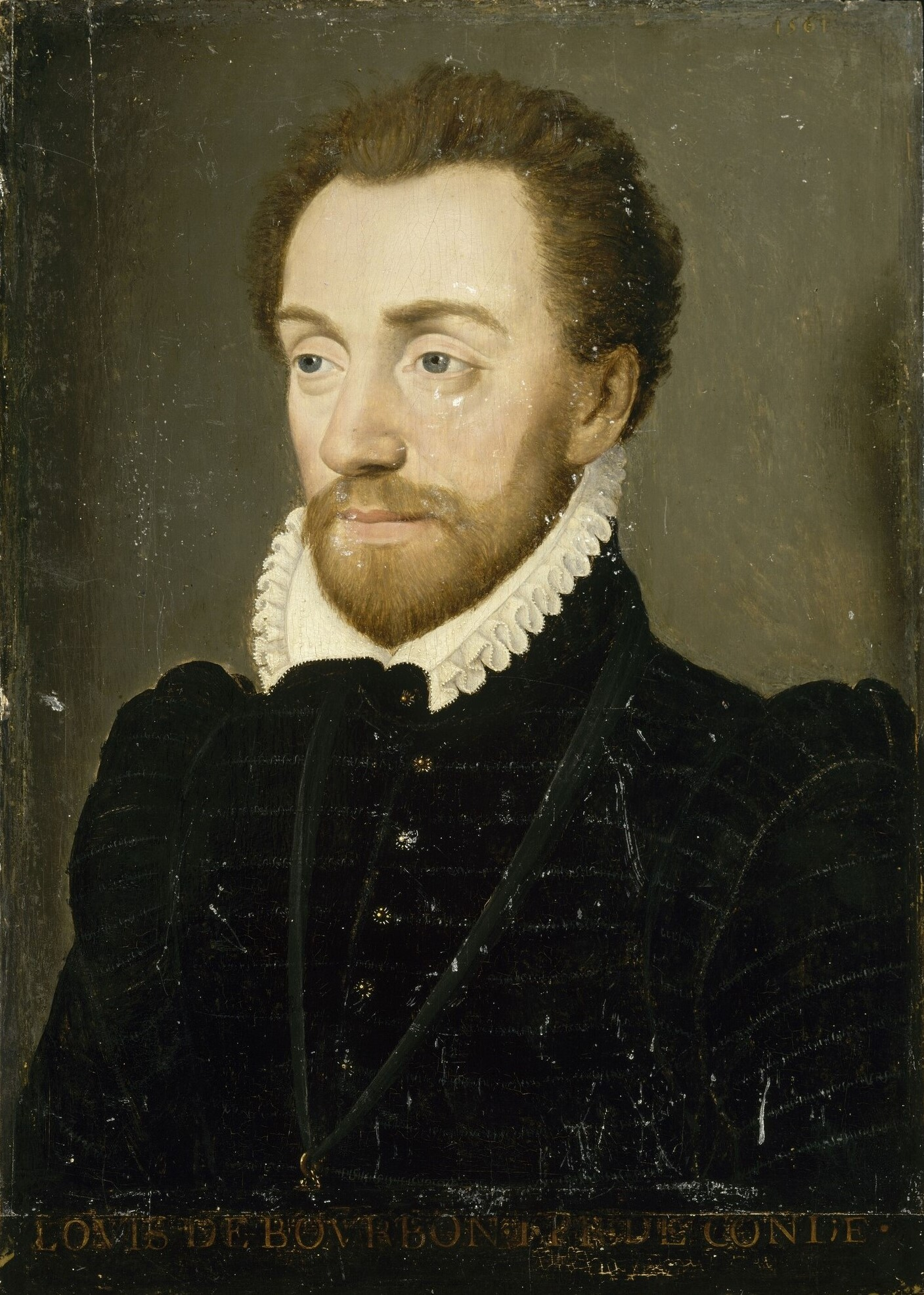
Luis de Condé

Després de quatre anys de pau, el regne es trobava de nou al llindar del conflicte armat. El restabliment de les hostilitats el 1567 va tenir tres motius:
1. el fracàs de l'aplicació de l'edicte d'Amboise a les províncies
2. les tensions internacionals
3. la rivalitat cortesana entre el Príncep de Condé i el jove germà del rei, Enric, duc d'Anjou, de només 16 anys. L'ascens del jove príncep despertà els recels de l'ambiciós Condé, qui abandonà la cort per fer palesa la seva disconformitat.

El 1566, una violenta onada iconoclasta caigué sobre esglésies i convents als Països Baixos. L'exèrcit espanyol enviat des del Milanesat als Països Baixos per reprimir la revolta es mogué per tota la frontera amb França. Amb aquest exèrcit tan proper, potencialment hostil, es reavivaren tant els temors dels hugonots com els del rei de França qui, per tal de protegir-se davant d'un possible atac espanyol, reclutà un exèrcit de mercenaris suïssos. La contractació dels suïssos multiplicà, paral·lelament, els temors dels hugonots que començaren a preparar-se per a una nova guerra. Davant la repressió del Duc d'Alba als Països Baixos, s'estengué l'agitació entre els hugonots dirigits per Coligny, que exigiren el suport francès als rebels. Malgrat això, la reina Caterina no estava disposada a declarar la guerra al seu poderós gendre, i quan fou palès que no toleraria que els reformats ataquessin els catòlics, els hugonots començaren a témer que la reina mare s'aliaria amb els espanyols per acabar amb el protestantisme.
La segona guerra esclatà el 28 de setembre de 1567 quan els líders hugonots, encapçalats per Condé, intentaren capturar la família reial i el cardenal de Lorena en un cop, anomenat la Sorpresa de Meaux. La reina mare, confiada en la seva política de concòrdia, se sentí ultratjada per l'atac de Condé, i decidí castigar durament els traïdors, i l'endemà es produí una matança de catòlics a Nimes. Ambdós exèrcits es tornaren a enfrontar i de nou els protestants van ser derrotats, el 10 de novembre a la batalla de Saint-Denis, però el Condestable de Montmorency va resultar mort en la batalla. La reina mare nomenà llavors el seu estimat fill Enric d'Anjou tinent general de l'exèrcit, tot i les protestes. El jove de 16 anys va ser incapaç de detenir l'avanç hugonot. Finalment, l'afebliment dels dos bàndols portà a la signatura de la Pau de Longjumeau el 22 de març de 1568. A canvi de llicenciar els mercenaris suïssos i de tornar a imposar sense restriccions l'edicte d'Amboise, els hugonots es comprometeren a retirar-se del terreny conquerit.

#### La Tercera Guerra de Religió (1568-1569)

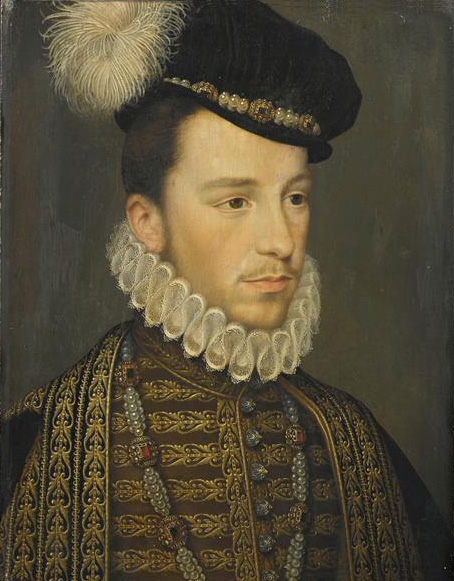
El duc d'Anjou, futur Enric III de França.

La pau de Longjumeau no suposà el final dels enfrontaments, car els protestants es negaren a abandonar les places que havien conquerit. A mesura que la violència es multiplicava per tot el regne, quedà manifest que la fràgil pau ni tan sols valia el paper on va ser escrita. Als poc mesos de la treva, la reina mare tractà d'avançar-se a l'enemic i ordenà capturar el príncep de Condé (28 de juliol de 1568), el qual, advertit, fugí conjuntament amb Coligny. A l'espera de l'escat de la guerra, la reina va fer pública la declaració de Saint-Maur, que revocava totes les concessions de l'edicte d'Amboise i prohibia tota religió que no fos el catolicisme. Per aquelles dates va morir la seva filla, Isabel de Valois, muller de Felip II de Castella, amb la qual cosa l'aliança entre Espanya i França començà a trontollar.
Caterina subornà el Príncep d'Orange perquè abandonés França i s'abstingués d'ajudar els hugonots. L'exèrcit reialista, de nou posat sota les ordres d'Enric d'Anjou, derrotà els protestants a la batalla de Jarnac el de març de 1569. Els hugonots van patir serioses pèrdues, entre elles el mateix Condé. Gaspar de Coligny es convertí llavors en el líder dels hugonots. Recuperà les restes de l'exèrcit i es dirigí al sud per reclutar noves tropes. A més, va prendre sota la seva protecció els fills d'Antoni de Borbó i Condé: Enric de Navarra i Enric de Borbó.

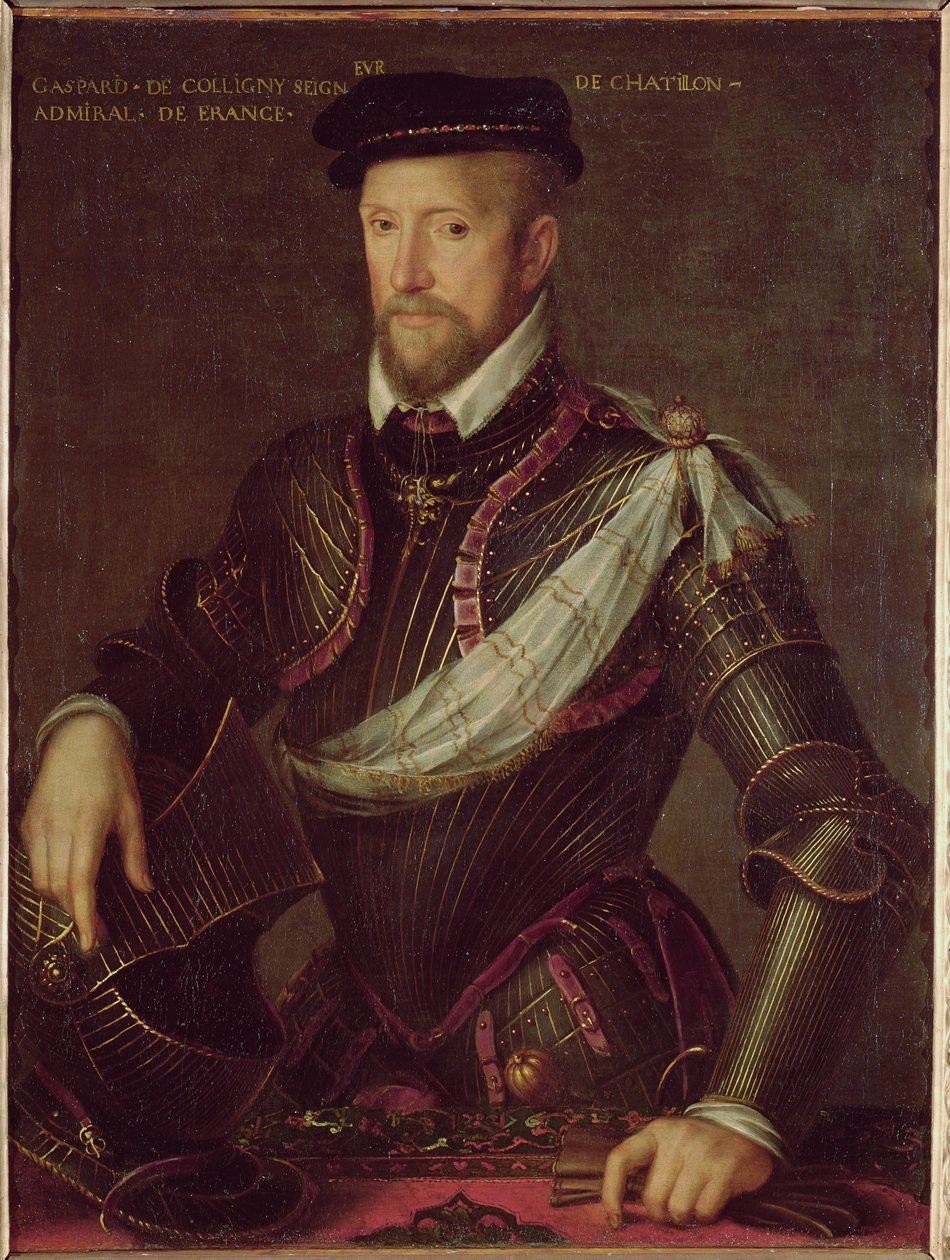
L'Almirall Gaspar de Coligny

Amb l'ajut dels prínceps protestants del Sacre Imperi, els hugonots aviat tornaren a l'ofensiva. No obstant, els reialistes els tornaren a derrotar un cop més, aquest cop a Moncontour (3 d'octubre de 1569), amb la qual cosa els hugonots es fortificaren al voltant del seu baluard de La Rochelle. Les dificultats per reduir els rebels, la mancança de fons, la gelosia entre el rei i el seu germà el duc d'Anjou i les divergències entre la noblesa reialista acabaren neutralitzant els seus progressos i portaren la reina mare a intentar una nova pacificació. Coligny formà l'anomenat "exèrcit dels vescomtes" amb nobles del Llenguadoc, i recuperà la iniciativa militar. L'almirall es trobava de nou marxant sobre París quan se signà una nova treva: la pau de Saint-Germain-en-Laye el 8 d'agost de 1570. Aquest tractat reinstaurava la llibertat de consciència i culte, i convertia La Rochelle, Cognac, Montauban i La Charité en places franques pels hugonots. Les propietats confiscades als mateixos els serien restaurades, i finalitzaria la discriminació per motius religiosos als càrrecs administratius i les institucions de l'Estat. Cap de les parts se sentí feliç amb aquesta nova pacificació.

### La Guerra dels descontents (1572-1580)
En aquest període les Guerres de Religió semblen més un conflicte polític portat a terme per un partit catòlic moderat descontent pel reforçament catòlic del poder reial. Al capdavant d'aquest moviment se situa el mateix germà del rei Francesc d'Alençon, conjuntament amb l'alta noblesa catòlica.
La massacre del dia de Sant Bartomeu el 1572 va ser un grup assassinat i una onada de violència catòlica de la màfia, dirigida contra els hugonots instigat per Caterina de Mèdici, pocs dies després de les noces de la germana del rei Margarida amb el protestant Enric de Navarra, quan molts dels hugonots més rics i destacats s'havien reunit a la majoria del París catòlic per assistir a les noces. La massacre va començar la nit del 23 al 24 d'agost de 1572 dos dies després de l'intent d'assassinat de l'almirall Gaspard de Coligny, el cap militar i polític dels hugonots. Carles IX va ordenar l'assassinat d'un grup de líders hugonots, inclòs Coligny, i la matança es va estendre per tot París. Durant diverses setmanes, la massacre es va expandir cap al camp i altres centres urbans. Les estimacions modernes del nombre de morts a França varien àmpliament, de 5.000 a 30.000. La massacre també va suposar un punt d'inflexió a les guerres de religió franceses. El moviment polític hugonot va quedar paralitzat per la pèrdua de molts dels seus destacats líders aristocràtics, així com per moltes reconversions de base, però els que quedaven es van radicalitzar cada cop més. Tot i que en cap cas únic, va ser el pitjor de les massacres religioses del segle. A tot Europa, va imprimir a les ments protestants la convicció indeleble que el catolicisme era una religió cruenta i traïdora.

#### La Quarta Guerra de Religió (1572–1573)

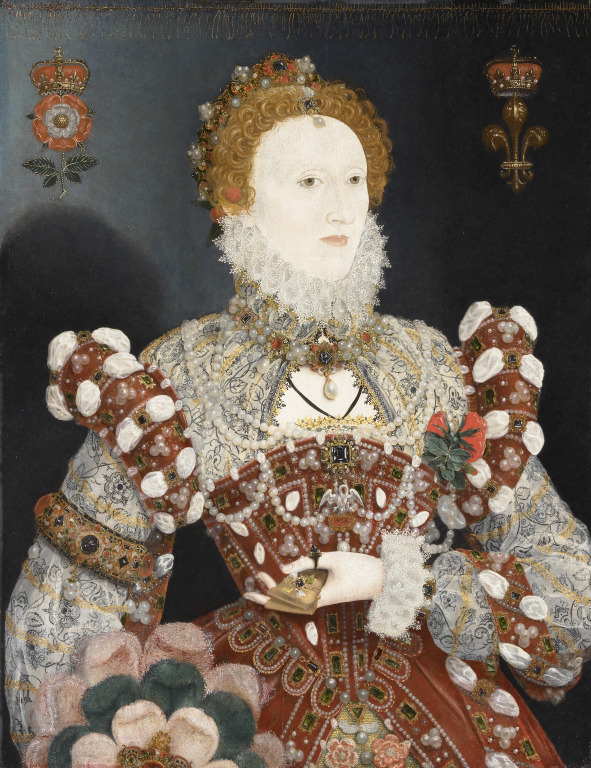
El 1572, la reina Elisabet I d'Anglaterra s'alià amb França contra Espanya.

Molt possiblement, la reina mare era perfectament conscient de la fragilitat de la pau de Saint-Germain; però aquesta mateixa li proporcionava un temps preciós per apuntalar el regne i assentar les bases d'una estratègia a llarg termini que permetés a la dinastia Valois sobreviure a les guerrer de religió i als embats de la noblesa. La germana del rei, Margot, es convertí en una peça fonamental per a l'estratègia política del regne. Per un costat, Carles IX es casà amb Isabel d'Àustria, filla de l'emperador Maximilià II. Pel que fa a Enric d'Anjou, el seu projectat casament amb Elisabet d'Anglaterra va ser un fracàs, però en quedar vacant el tron polonès, Caterina de Mèdici començà a sondejar les possibilitats per convertir el seu fill favorit en rei de Polònia. La reina tractà tanmateix de concertar un matrimoni avantatjós per al regne a Margot, malgrat els esforços del cardenal de Lorena de casar-la amb el seu nebot Enric de Guisa (amb qui Margot mantenia un apassionat romanç). Inicialment es va voler casar-la amb Sebastià I de Portugal, però gairebé de manera immediata sorgí el projecte de lligar-la amb Enric de Navarra, el fill d'Antoni de Borbó, príncep de sang. La reina Joana II de Navarra, que rebutjà absolutament aquell projecte, va morir poc després, segons sembla de tuberculosi, si bé la llegenda afirma que Caterina la enverinà amb uns guants perfumats.
De resultes de la pau de Saint-Germain, el líder hugonot Gaspar de Coligny passà a formar part del Consell Reial. Aviat es guanyà la voluntat del jove rei Carles, qui desitjava treure's del damunt el domini de la seva mare. A fi d'unir els francesos en una tasca comuna que posés punt final a les lluites civils, Coligny proposà la renúncia a l'aliança amb Espanya i la intervenció als Països Baixos en defensa dels seus germans de fe, els rebels holandesos. Començà a ajudar clandestinament els orangistes amb armes i diners, i quan un exèrcit hugonot travessà en secret la frontera d'Artois, es va fer palès que l'almirall provocaria la guerra pel seu compte per tal de forçar el rei a trencar amb Espanya, tot i la negativa de la resta del Consell. Per a la reina mare quedà clar que calia suprimir Coligny per poder assegurar la pau amb els Habsburg i la supervivència del regne. A més, el casament entre Enric de Navarra i Margot, que havia de servir per a consolidar la pau entre els partits religiosos, no va fer sinó que augmentar les tensions. Catòlics i protestants van fer palès el seu rebuig frontal cap el matrimoni d'una princesa de França amb el rei de Navarra. La cort estava en tensió, i Caterina de Mèdici no aconseguí obtenir el permís de Pius V per aquest matrimoni d'una princesa de França amb un heretge. Els prelats francesos dubtaven, no sabent quina actitud calia prendre. La reina mare posà en joc tota la seva astúcia a fi de convèncer el cardenal de Borbó perquè oficiés el casament, aconseguint-ho finalment gràcies a un ardit. Margot, no obstant, no consentí el matrimoni amb un protestant, que a més era poc agraciat, i va ser el propi rei qui va haver d'obligar-la a assentir amb el cap.

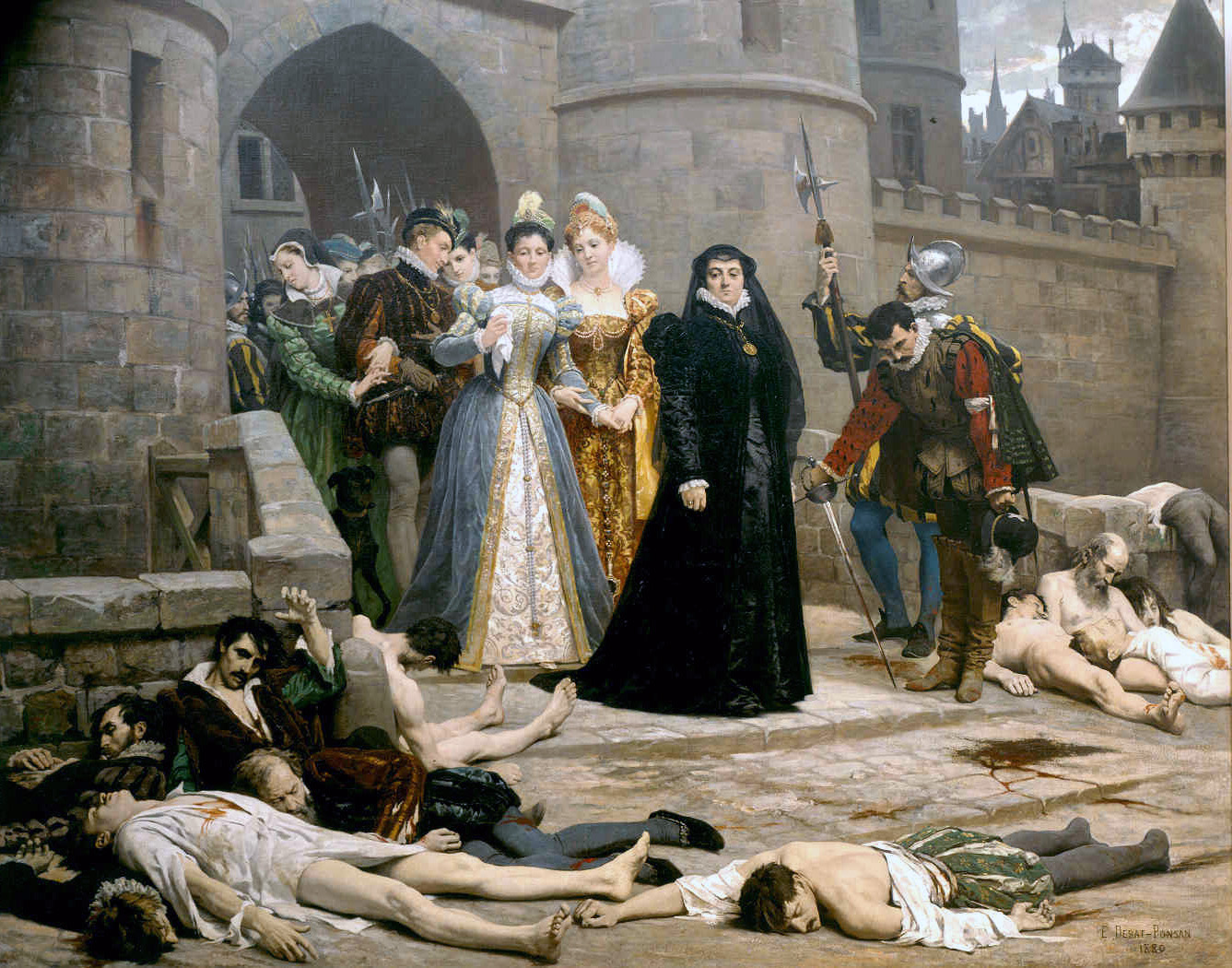
Caterina de Médici observa els cadàvers dels protestants morts durant la matança de Sant Bartomeu (24 d'agost de 1572, per Édouard Debat-Ponsan.

Pel seu costat, Coligny seguia reclutant troper per emprendre la guerra tant bon punt es consumés el casament. Caterina havia assolit que el seu feble fill es distanciés de l'Almirall i la seva projectada guerra, i el 22 d'agost de 1572 Coligny va ser víctima d'un atemptat orquestrat per la reina mare, Anjou i els Guisa, perdent el braç esquerra d'un tret d'arcabús. Aquest atemptat encengué els milers d'hugonots de la capital. Conscient del perill protestant, el rei, desconeixent la implicació de la seva mare, s'entrevistà amb Coligny per assegurar-li l'empara reial. La tensió seguí en augment, i aviat catòlics i protestants començaren a xocar entre ells. La nit del 23 d'agost, una multitud d'hugonots es presentà davant del Louvre i les residències dels Guisa clamant venjança, i assegurant que aviat tornarien el cop. L'amenaça hugonot i la investigació iniciada pel rei per esclarir els fets que, de totes totes, conduïen fins a Caterina de Mèdici va fer que aquesta s'atemorís i actués a la desesperada. Tement per la seva vida i la supervivència de la seva dinastia, Caterina s'entrevistà amb el rei i el va fer partícip del complot que es preparava, assegurant-li que, només descapçant els hugonots, es podria evitar una guerra civil. Carles IX decidí eliminar els cabdills protestants, llevat del seu cunyat Enric de Navarra i el príncep de Condé. Però el que hauria d'haver estat una operació quirúrgica escapà els designis dels seus autors i es convertí en un bany de sang, la matança de Sant Bartomeu, de la que només en van escapar un grapat. La matança durà 3 dies, durant els quals la família reial, incapaç d'aturar els assassinats, es refugià al Louvre, tement per les seves vides. Aquella massacre terrible, acollida amb alegria pel papat (mal informat per la reina mare) i l'Europa catòlica, no arribà a destruir totalment el moviment hugonot, tot i que si que alterà l'actitud del partit pel que fa als Valois. La reina Caterina va haver d'enfrontar-se al fet que, tant ella com els seus fills, s'havien guanyat l'odi etern dels protestants. Els líders hugonots, Condé i Enric de Navarra, ostatges a la cort, van ser obligats a abjurar de la seva religió. Tot i així, la guerra havia esclatat de nou.
Els fets de París van desencadenar accions semblants a Rouen, Orleans, Bordeus i Tolosa, amb un balanç d'entre 10.000 i 15.000 hugonots assassinats, obligant el partit hugonot a reorganitzar-se a les províncies del sud i de l'oest, i a iniciar un moviment d'aproximació vers el "partit polític", que creien en la tolerància com a mitjà indispensable per assolir la pau. El fracàs del setge de La Rochelle per l'exèrcit catòlic va fer que aquesta guerra acabés relativament aviat. Els esforços de la reina mare i de Carles IX es dirigiren en assegurar l'elecció d'Enric d'Anjou com a rei de Polònia, tot i que per motius totalment diferents: la reina mare, per amor al seu fill, i el rei i els seus germans, per odi i enveja. Tot això contribuí a fer que el juliol de 1573 se signés una nova pacificació, l'edicte de Boulogne, pel qual els hugonots tenien novament llibertat de consciència a tot el regne, així com de culte a La Rochelle, Nimes i Montauban.
Enric d'Anjou va ser finalment elegit rei de Polònia l'11 de maig de 1573. Malgrat tot, quan abandonà de mala gana la cort per dirigir-se cap a una terra estranya, era ja evident que el rei Carles, la salut del qual sempre havia estat pèssima, es moria. Enmig d'un clima de conspiracions, la reina mare va fer que el rei reconegués Anjou com el seu legítim hereu, per evitar així qualsevol jugada dels seus germans. El germà petit del rei, el duc d'Alençon, cobejada el tron, i formà un grup compost per la seva germana Margot, els Montmorency, Condé i a Enric de Navarra. Però els talents d'Alençon no estaven a l'altura de les seves ambicions, convertint-se en un mer instrument de polítics més aguts, decidits a emprar el príncep per tal d'acabar amb la reina Caterina. Frustrat una tosca temptativa d'aquest grup per apoderar-se de la persona del rei, Carles començà una ofensiva contra els Montmorency, arrestant els líders familiars, la qual cosa resultà en l'aparició d'un nou partit contrari a la corona: els "polítics". Finalment, Carles IX va morir el 30 de maig de 1574.

#### La Cinquena Guerra de Religió (1574–1576)

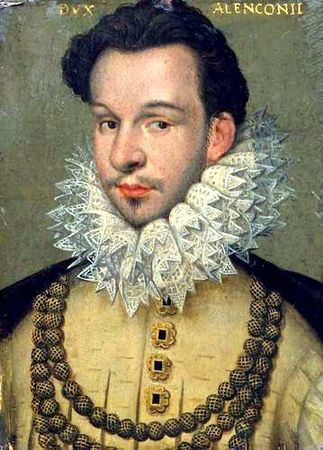
Francesc d'Alençon, retratat per Nicholas Hilliard.

Mentre que Enric II fugia de Polònia a correcuita per tal d'ocupar el tron del seu germà difunt, començà la Quinta guerra de religió, amb la fugida de Condé de la cort, en la que es trobava en llibertat vigilada d'ençà de la nit de Sant Bartomeu. El nou rei va ser solemnement coronat a Reims el 13 de febrer de 1575 amb el nom d'Enric III, i el 15 de febrer es casà amb Lluïsa de Lorena. Tot i que despertava els recels dels seus coetanis en ser homosexual i summament efeminat, Enric era un polític experimentat que començà a governar amb vigor, adoptant una política de repressió contra els hugonots que, a exemple de La Rochelle, havien constituït un estat independent al Llenguadoc. Malgrat tot, l'aliança dels hugonots amb el partit dels "polítics" resultà desastrosa pel nou monarca. Condé envaí el país des de la frontera amb el Sacre Imperi al capdavant d'un exèrcit mercenari deixat pel comte palatí del Rin, Joan I, en tant que el mateix germà del rei, Alençon, desertà. La defecció va ser seguida per la fugida d'Enric de Navarra al seus estats. Amb el regne al llindar de la desintegració, la Cinquena Guerra acabà el 6 de maig de 1576, quan el rei acceptà signar l'humiliant edicte de Beaulieu per tal de conservar el tron. Enric III culpà de la catàstrofe a la seva mare i al seu germà, i mai no els perdonà. Els 63 articles del tractat van ser el major triomf dels hugonots fins al moment. Alençon, la deserció del qual havia posat en escac el rei Enric, rebé nombrosos títols i propietats, incloent el ducat d'Anjou. Es condemnà la matança de Sant Bartomeu, i Coligny i els hugonots morts van ser rehabilitats; les seves vídues i orfes rebrien pensions reials durant 6 anys; els protestants passaven a tenir vuit places fortes; i Enric de Navarra rebé la lloctinença de la Guiena. França es comprometé a pagar les soldades dels mercenaris de Condé, i el comte palatí del Rin rebé propietats a França i una assignació de 40.000 lliures anuals. Finalment, el rei es comprometé convocar els Estats Generals no més tard de sis mesos.

#### La Sisena Guerra de Religió (1576–1577)
Sentint-se humiliats i traïts per la feblesa del rei, els catòlics constituïren un veritable partit polític, la Santa Lliga de París, que imità l'organització i les tàctiques emprades amb tant d'èxit pels hugonots. Just abans de la reunió dels Estats Generals, el seu objectiu era obligar el rei a subordinar-se als seus dictats. Però en veure que els tres estaments representats estarien dominats per fanàtics catòlics, tant els hugonots com els polítics es negaren a considerar la reunió com a vàlida. Enric de Guisa, qui havia donat suport tàcitament a la Santa Lliga, començà a ser considerat pels catòlics com el seu paladí, i com a descendent directe de Carlemany, l'home més indicat per acabar amb la corrupta dinastia Valois, ocupar el tron de França i acabar amb l'heretgia. Malgrat tot, aquesta propaganda resultà contraproduent, en servir només per reconciliar el rei amb el seu germà Alençon, ja duc d'Anjou, els quals deixaren de costat el seu odi mutu per evitar l'hegemonia dels Guisa.
A la reunió dels Estats Generals, el rei decidí posar-se al capdavant de la Lliga, comprometent-se en la seva condició de "Rei Cristianíssim" a lluitar contra els hugonots. El monarca es negà tanmateix a acceptar les exigències dels Estats o a cedir un borrall de la seva sobirania. Però, pel seu costat, els Estats no donaren ni un cèntim al rei per finançar la guerra, de manera que Enric intentà en va de convidar els líders hugonots per discutir la situació. La Sisena Guerra va ser breu, però el duc d'Anjou es distingí per les seves matances, guanyant-se l'odi etern dels hugonots, per a satisfacció del rei i de la reina mare, conscients que el presumpte hereu del tron ja mai no podria unir-se als seus antics aliats. Finalment, el conflicte va concloure amb la Pau de Bergerac (17 de setembre de 1577) i amb l'Edicte de Poitiers (8 d'octubre de 1577), que confirmava la Pau de Bergerac, restringia les condicions del culte protestant i acabava amb les humiliacions més notables de l'Edicte de Beaulieu.
En tant que la reina mare emprenia un viatge de pacificació pel sud de França, el rei Enric i el seu germà aprofitaren l'ocasió per reprendre la seva enemistat. Anjou pretenia fer-se rei dels Països Baixos, la qual cosa significava la guerra amb Castella; i les violentes disputes entre els partidaris d'ambdós ensangonaren la cort. Finalment, el 1578 Anjou protagonitzà una inútil i ignominiosa incursió als Països Baixos, que indisposà a Felip II de Castella amb el rei de França. Finalment, el casament projectat d'Anjou amb Elisabet d'Anglaterra fracassà momentàniament, davant del rebuig del poble i la cort.

#### La Setena Guerra de Religió, o "Guerra dels enamorats" (1579–1580)
El 1579 esclatà de nou, afortunadament amb una intensitat baixa, quan els escàndols sexuals de Margot, muller d'Enric de Navarra a Nérac, arribaren a oïdes del rei Enric, el qual remogué la ferida amb els seus comentaris sarcàstics. Aquestes provocacions i les contínues incursions catòliques van provocar l'ofensiva dels protestants descontents amb la darrera pau. La breu i absurda guerra va concloure, entre la indiferència general, amb la captura de Cahors per part d'Enric de Navarra i la Pau de Fleix, el 26 de novembre de 1580, que prorrogava sis anys els privilegis de les places fortes dels protestants.
Mentrestant, la mort del rei Sebastià de Portugal refredà les relacions amb Espanya, en reclamar Caterina el tron d'aquest país per damunt dels drets successoris de Felip II. Anjou, proclamat "protector de la llibertat dels Països Baixos", convencé Enric III perquè ajudés els rebels assetjats a Cambrai, mentre que tractava d'implicar Anglaterra al conflicte. Després de fracassar definitivament en els seus projectes de casament amb Elisabet I, Francesc d'Anjou entrà a Anvers com a nou senyor dels Països Baixos. La seva impopularitat només es va veure superada per la frustració que li suposava ser un sobirà desposseït, una figura mancada de poder en mans de Guillem d'Orange. Després de tractar de prendre la seva pròpia capital per la força, i de fracassar estrepitosament davant dels terços espanyols, comandats per Alexandre Farnese, Anjou caigué malalt i tornà a París, reconciliant-se amb Enric III abans de morir el 13 de juny de 1584. Mentrestant, les expedicions enviades per la reina mare per tal d'expulsar els espanyols de Portugal van resultar un altre absolut fracàs.

### L'ofensiva catòlica (1580-1598)
En el tercer i darrer període, els catòlics tractaren d'expulsar els protestants del regne, aliant-se amb Espanya. La darrera fase de les guerres de religió va ser la més sanguinolenta de totes, una autèntica guerra a gran escala, amb la intervenció directe de potències estrangeres, i contínues matances provocades pels odis acumulats en vint anys de conflicte.

#### La Vuitena Guerra de Religió o "Guerra dels Tres Enrics (1585-1598)

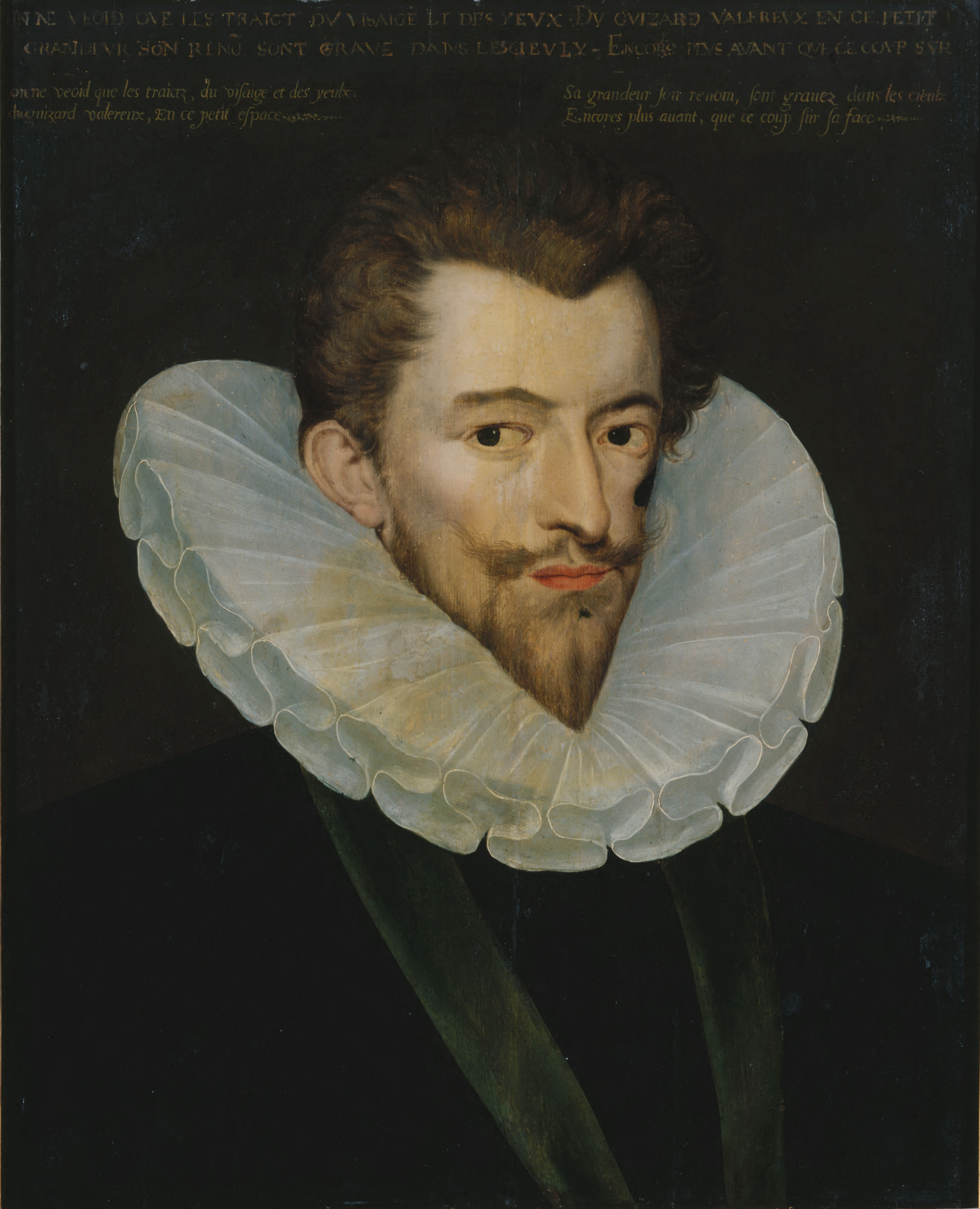
El duc Enric de Guisa

La situació encara en complicaria més quan es va fer palès que Enric III no tindria descendència. En morir Anjou es produí una terrible crisi dinàstica, car la corona correspondria legítimament a l'hugonot Enric de Navarra, en la seva condició de cosí d'Enric III en vint-i-unè grau i descendent directe de Robert de Clermont, sisè fill de Lluís IX de França. Enric deixà clar que reconeixia el Borbó com a successor seu (esperant que es reconvertís al catolicisme), però la Lliga Catòlica no va reconèixer els seus drets, sinó els del seu oncle, l'ancià cardenal de Borbó.
Esclatà llavors la que seria la més llarga i acarnissada de totes les guerres de religió, la coneguda com la «Guerra dels Tres Enrics», car hi combateren Enric III, Enric de Navarra i Enric de Guisa. En front dels hugonots aliats amb la corona, la Lliga Catòlica comptava amb el suport militar i financer de Castella i, després del fracàs de l'intent de la reina mare per negociar amb els Guisa, la Lliga es va fer aviat amb el control de tot el nord i el nord-oest de França, amenaçant París. Enric III, atrapat, acceptà signar el tractat de Nemours (7 de juliol de 1585), pel qual quedaven revocats tots els anteriors edictes de tolerància i prohibia el protestantisme. Enric de Navarra, en ser un heretge, quedava exclòs de la successió al tron. A més, la Lliga prengué el control de nombroses ciutats.
Enric de Navarra, amb el suport militar del Palatinat i de Dinamarca, es va convèncer que només mitjançant una victòria decisiva sobre els Guisa podria tornar-li el seu lloc a la successió. L'escala del conflicte augmentà amb l'execució de Maria Stuart el febrer de 1587. Decidit a acabar amb Anglaterra, Felip II necessitava una França pacificada per llançar la seva campanya contra Elisabet Tudor. Malgrat això, les forces catòliques dirigides pels favorits del rei van ser derrotades, i la Lliga exigí l'entrada en vigor d'allò acordat a Nemours, així com la publicació de les disposicions conciliars de Trento, la introducció de la Inquisició i la confiscació dels bens dels protestants per sufragar la guerra. Els enfrontaments entre catòlics i protestants es van endurir amb l'aliança entre els protestants i els rebels neerlandesos en lluita contra Castella, i la dels catòlics de la Lliga amb Felip II. Menyspreat per Castella i per la Lliga, Enric III va ser incapaç de mantenir la seva autoritat i hagué de fugir de París després del Dia de les barricades, el 12 de maig de 1588. Guisa va prendre el control de la capital, amb el suport de la població. Finalment Enric III acceptaria les exigències de la Lliga (5 de juliol de 1588), a canvi que trenqués immediatament la seva aliança amb Castella. L'acta d'Unió publicada el 21 de juliol amnistiava els participants del Dia de les barricades, reconeixia el Cardenal de Borbó com a hereu del regne, nomenava Guisa com a tinent general i concedia terres i beneficis al clan i els seus partidaris.

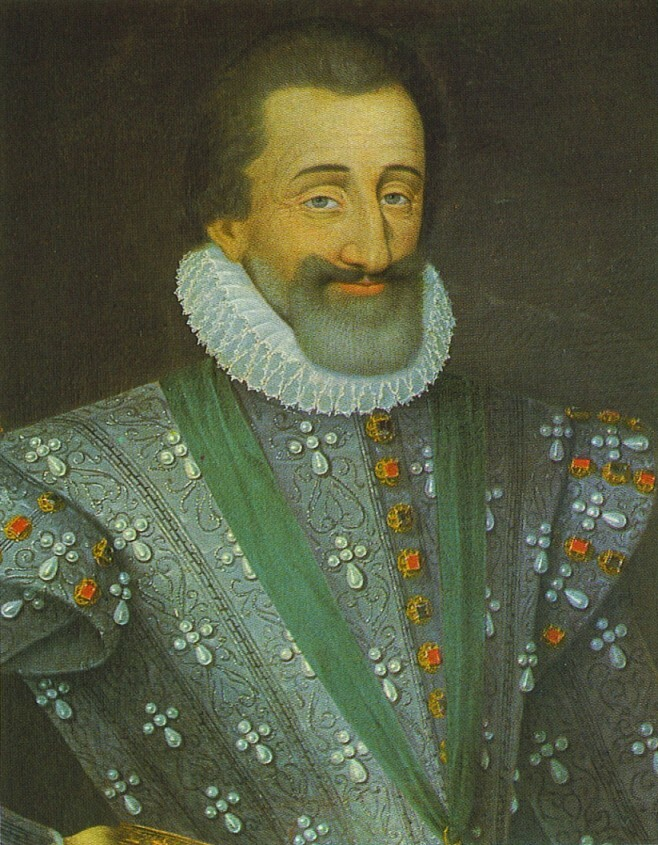
Enric IV en la darrera década del.

Però el fracàs de l'Armada Invencible infongué nous ànims en el rei i el partit dels "polítics", en tant que els Guisa patien un greu revés. Enric III, abraonat, intentà sotmetre la Lliga i ordenà l'assassinat d'Enric de Guisa durant la reunió dels Estats a Blois. Guisa va morir el 23 de desembre de 1588 a mans de la guàrdia reial, i a continuació van ser empresonats el germà del duc, el cardenal Lluís de Guisa (assassinat l'endemà) i tota la seva camarilla. Els cadàvers dels Guisa van ser incinerats a una estufa del castell de Blois, per tal d'evitar que les tombes dels "màrtirs" es convertissin en lloc de veneració de la Lliga Catòlica. Uns dies després, el 5 de gener de 1589, va morir Caterina de Mèdici, la reina mare, i el rei s'alià de nou amb Enric de Navarra per combatre els Guisa. Després de diversos mesos de conflicte, l'1 d'agost Enric III va ser assassinat pel dominic Jacques Clément mentre que intentava capturar París. El cap dels hugonots, Enric de Navarra, es convertí així en rei de França amb el nom d'Enric IV.
Amb la desaparició violenta del monarca la guerra civil francesa entrà en la seva darrera etapa: la lluita per la successió de França i la reconquesta del regne. La Lliga proclamà el cardenal de Borbó com "Carles X", però poc després va ser capturat per Enric IV. Els papers s'invertiren, i els hugonots es convertiren en legitimistes, passant a defendre el dret autoritari i l'autoritat reial, units als "polítics" i als "reialistes" que donaven suport al Borbó, exaltant la sobirania del rei i la necessitat d'obediència. La Lliga, pel seu costat, va fer seus els temes del dret a la resistència i de sobirania popular difosos pels hugonots. Castella intervingué activament, decidida a evitar l'ascens al tron francès d'un heretge i a promoure la candidatura de la infanta Isabel Clara Eugènia, filla de Felip II i d'Isabel de Valois. Després de quatre anys de lluita i de la conversió d'Enric IV al catolicisme el juliol de 1593, quan pronuncià la cèlebre sentència «París bé val una missa», li obrí les portes de París i li permeté assolir una treva amb la Lliga. Enric IV encara va mantenir una guerra contra Felip II que acabà el 2 de maig de 1598 amb la pau de Vervins.
El problema religiós quedà tancat amb l'edicte de Nantes, del 13 d'abril de 1598, on es recollien totes les disposicions relatives a la tolerància religiosa que s'havien recollit anteriorment, i que entrà finalment en vigor.

## Conseqüències
Aproximadament 3.000.000 persones van morir a conseqüència de la violència, la fam i la malaltia en el que es considera com la segona guerra religiosa europea més mortal després de la Guerra dels Trenta Anys. A diferència de totes les altres guerres religioses de l'època, les guerres franceses van conservar el seu caràcter religiós sense involucrar consideracions dinàstiques.